# Maarten Schenk van Nydeggen

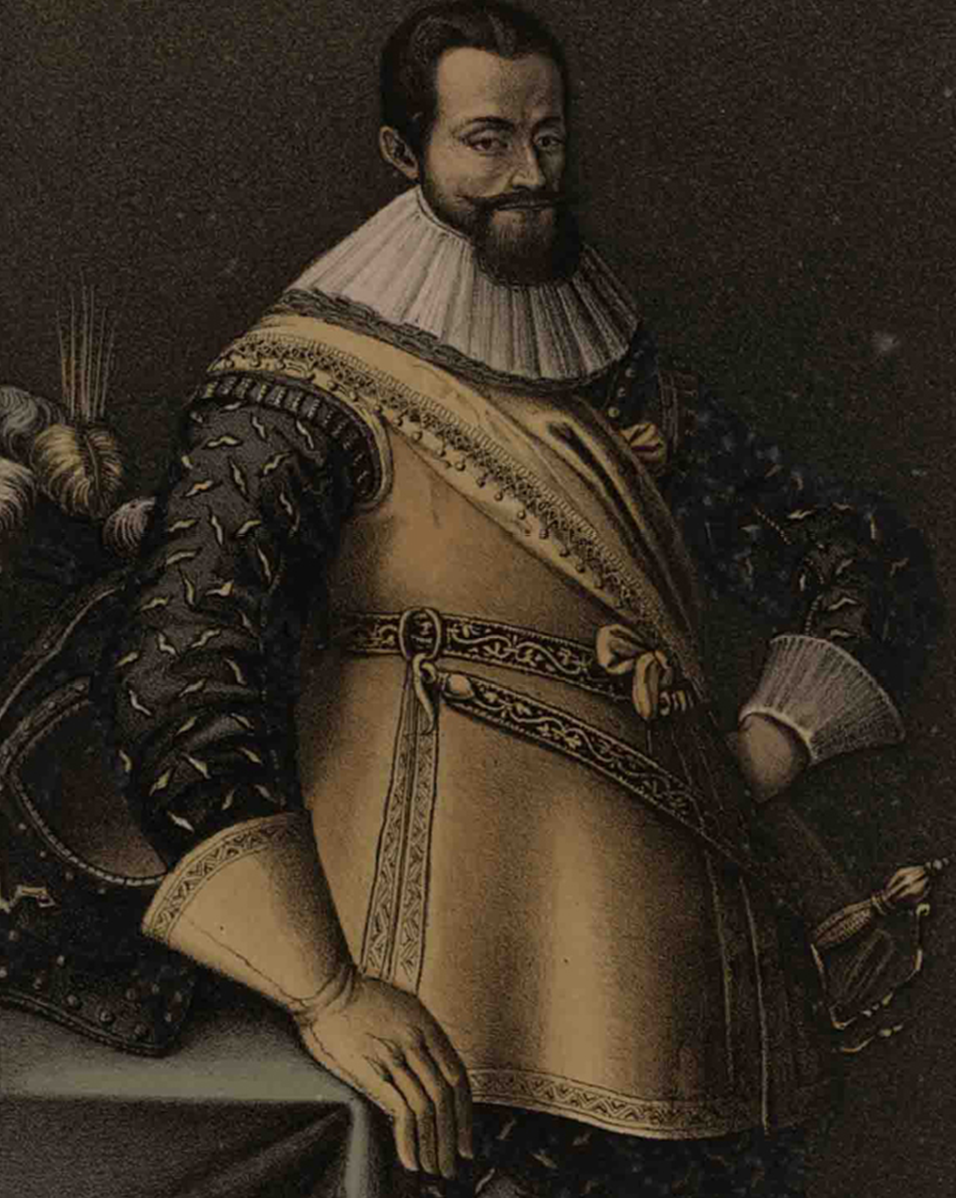
Maarten Schenk van Nydeggen

Maarten Schenk van Nydeggen (Goch, 1540 - Nijmegen, 10 augustus 1589), achternaam ook gespeld als Nideggen of Nijdeggen, was heer van Afferden en Bleijenbeek. Als veldheer was hij tot 1578 in Staatse dienst, waarna hij bevelhebber werd in Spaanse dienst. 
Hij werd in 1582 door de Staatsen gevangengenomen en kwam in 1585 opnieuw in Staatse dienst. Hij vocht voor de Opstand tot zijn dood in 1589.

## Familie

Familiewapen

Maarten was de zoon van Derick Schenk van Nydeggen en Anna van Berlaer (von Beslaer). Hij trouwde met Maria van Gelre, die overleden is in 1616 en begraven in de kerk van Goch. Hun dochter was Frederica Schenk, die eveneens begraven werd in de kerk van Goch. Oorspronkelijk was Schenk in Staatse dienst, maar in 1576 nam hij Kasteel Bleijenbeek in als gevolg van een erfenisconflict; de Staten van Gelre wilden dit niet erkennen, en dit zette Schenks verhouding met de Staatsen onder druk.

## In Spaanse dienst
Nadat Schenk en de andere opstandelingen op 31 januari 1578 werden verslagen in de Slag bij Gembloers, verliet hij Staten en liep hij over naar het Spaanse kamp. In 1579 nam hij Straelen en Doetinchem in, waarop de Staatse troepen onder leiding van Filips van Hohenlohe deze stad weer innamen en Schenk gevangennamen. In 1580 bouwde hij een schans te Well, van waaruit hij rooftochten hield. 17 juni dat jaar versloeg hij een Staats leger op de Hardenbergerheide, en vervolgens trok hij aan het hoofd van de Spaansgezinde malcontenten naar Groningen, waar hij Rennenberg te hulp kwam en Groningen ontzette. Vervolgens trok hij samen met Rennenberg naar Delfzijl, ze namen ook Oldenzaal in alsmede de Friese steden Sloten en Stavoren. In 1581 werden dan Breda (zie: Furie van Houtepen) en Eindhoven ingenomen. In 1582 werd Schenk te Xanten door de Staatsen gevangengenomen, waarna hij twee jaar in het gevang te Geldern verbleef.

## Opnieuw in Staatse dienst

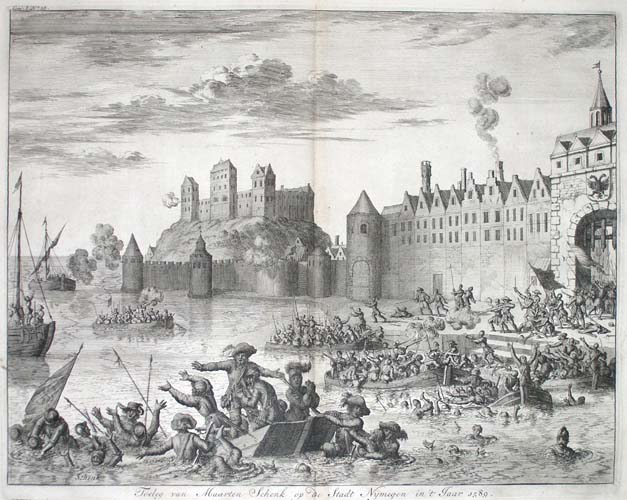
Weergave van de verdrinkingsdood van Maarten Schenck voor Nijmegen, 1589

In 1585 kwam Schenk weer in Staatse dienst, maar werd bij de eerste veldslag bij Amerongen verslagen door Juan Baptista de Tassis. Einde 1585 veroverde hij Venlo. In 1586 bezette hij het Klooster Betersweert tussen Arcen en Lomm. Pleegde aanslagen op de Spanjaarden tijdens het Beleg van Grave (1586). Vervolgens trok hij naar de stad Werl (bij Dortmund), die hij plunderde.
Hij liet in 1586 de Schenkenschans bouwen bij Lobith; dit was de bekendste en meest zuidelijke schans van de Staten van Holland. Na de Vrede van Münster verloor dit fort zijn militaire functie. In 1587 veroverde Schenk Ruhrort, Rijnberk en Bonn. Ondertussen heroverden de Spanjaarden Bonn en ook Bleijenbeek. Schenk echter trok naar Wezel en begon in 1589 met de bouw van de schans Knodsenburg tegenover Nijmegen. Bij de aanval op Nijmegen van dat jaar moesten hij en zijn troepen echter de Waal oversteken met een aantal boten. De aanslag mislukte en Schenk vluchtte per boot terug; deze boot zonk echter. Schenk kon vanwege zijn zware harnas niet zwemmen en hij verdronk.
Zijn lijk werd door vissers teruggevonden. Het werd in eerste instantie opgedregd, om vervolgens in de stad te worden onteerd. Schenk werd postuum gevierendeeld, waarna zijn hoofd en ledematen publiekelijk werden opgehangen aan de Sint Anthonispoort (ook bekend als Maarten Schenkpoort), om zo een afschrikwekkend voorbeeld te geven. Later werd hij echter alsnog begraven, in de Kruittoren. Twee jaar later, toen Nijmegen weer in Staatse handen was, werd het lichaam op last van Prins Maurits herbegraven in de Stevenskerk. 
Tegenwoordig is de locatie van zijn graf in die kerk niet meer bekend. In de voornoemde Sint-Anthonispoort, de plek waar de mislukte aanslag plaatsvond, bevindt zich een gedenksteen. Schenks harnas werd aanvankelijk in de Raadskamer van het stadhuis van Nijmegen bewaard. Johan Maurits van Nassau-Siegen haalde dit harnas later naar Kleef, waar het op een zuil werd tentoongesteld in een park. In 1795 werd het harnas uiteindelijk door de Fransen vernield.